# Betto Mettefuoco da Pisa
Betto Mettefuoco da Pisa (Pisa, ... – ...; fl. XIII secolo) è stato un poeta cortese italiano fiorito intorno al 1250.

## Biografia
Del poeta pisano ad oggi disponiamo di una sola canzone, tramandata sia dal Canzoniere Vaticano latino 3793 sia dal Canzoniere Laurenziano Rediano, che inizia così:
distretto in tal misura,

ch'eo non posso contare

ben le mie pen' a chi mi fora 'n grado?

Ardir non poss' ormai,

di dir tant' ho paura:

cusì mi fa dottare

di perder quell' und'eo allegro vado.»